# 普蘭根施托克山 (烏里州)
46°37′51″N 8°28′25″E / 46.630746646°N 8.473564587°E

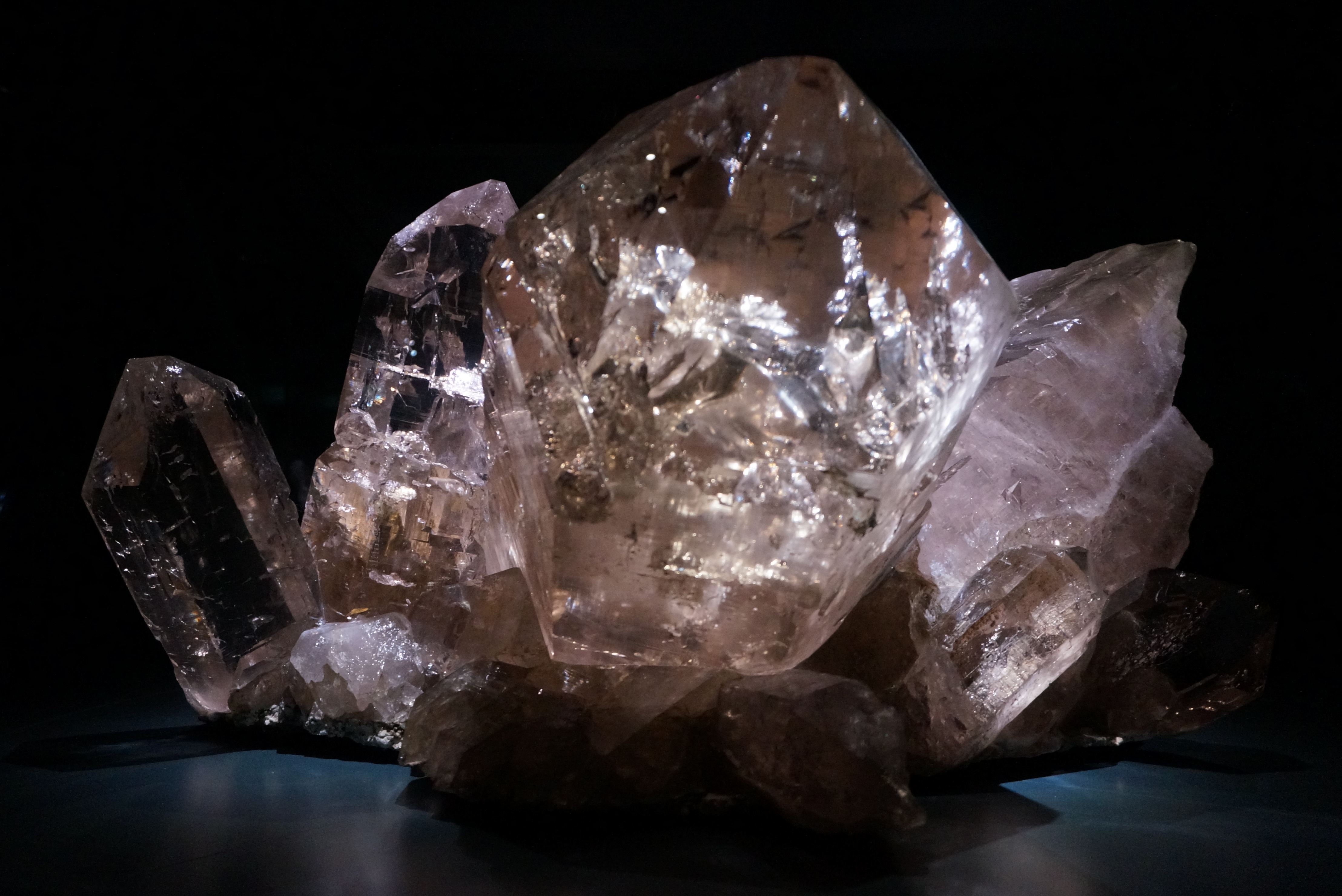

普蘭根施托克山（Planggenstock），是瑞士的山峰，位於該國南部，由烏里州負責管轄，屬於烏里山的一部分，距離伯爾尼90公里，海拔高度2,823米，每年平均降雨量2,385毫米。